# Vilavenut
Vilavenut és un poble del municipi de Fontcoberta, a la comarca del Pla de l’Estany, situat al nord-est del terme. Inicialment, va formar part del comtat de Besalú. Al segle XVII, formava una batllia dels comtes de Peralada, amb Ollers.
A principis del Segle XIX, fins a 1846, havia estat municipi independent. Aquell any va ser agregat al municipi de Fontcoberta, juntament amb Espasens.
A uns 3 quilòmetres del poble hi ha les restes d'una església romànica dedicada a sant Bartomeu, que, segons tradició, havia estat un priorat de monjos benedictins. L’església parroquial és Sant Sadurní de Vilavenut. Al poble també hi ha l'església romànica de Santa Caterina de Fontcoberta i la rectoria.